# COROT-11
COROT-11 — звезда, которая находится в созвездии Змея на расстоянии около 1826 световых лет от нас. Вокруг звезды обращается, как минимум, одна планета.

## Характеристики
COROT-11 относится к классу жёлто-белых карликов главной последовательности. Её диаметр и масса равны 1,37 и 1,27 солнечных соответственно. Температура поверхности звезды составляет приблизительно 6440 кельвин. Возраст звезды оценивается в 2,0±1,0 миллиарда лет. COROT-11 вращается очень быстро вокруг своей оси — около 40 км/с, поэтому чрезвычайно сложно искать планеты в её окрестностях. Тем не менее, с помощью космического телескопа COROT у неё был обнаружен планетарный компаньон.

## Планетная система
В 2010 году группой астрономов, работающих в рамках программы COROT, было объявлено об открытии планеты COROT-11 b в данной системе. Она представляет собой горячий юпитер, то есть газовый гигант, близко обращающийся к родительской звезде, и поэтому имеющий высокую температуру верхних слоёв атмосферы. По массе и диаметру он сопоставим с Юпитером — 2,33 и 1,43 юпитерианских соответственно. Открытие было совершено транзитным методом.